# Mistrzostwa Afryki w Lekkoatletyce 2014 – rzut oszczepem mężczyzn
Rzut oszczepem mężczyzn – jedna z konkurencji rozegranych podczas lekkoatletycznych mistrzostw Afryki w Marrakeszu.
Złoty medal – drugi raz w karierze – zdobył reprezentant Kenii Julius Yego.

## Terminarz
| Data             | Godzina | Runda |
| ---------------- | ------- | ----- |
| 14 sierpnia 2014 | 15:20   | Finał |

## Rekordy
Tabela prezentuje rekord świata, Afryki oraz czempionatu Afryki, a także najlepsze rezultaty w Afryce i na świecie w sezonie 2014 przed rozpoczęciem mistrzostw.
| Rekord świata            | Jan Železný                  | 98,48 | Jena             | 25 maja 1996    |
| Rekord Afryki            | Ihab Abd ar-Rahman as-Sajjid | 89,21 | Szanghaj         | 18 maja 2014    |
| Rekord mistrzostw Afryki | Tom Petranoff                | 87,26 | Belle Vue Maurel | 28 czerwca 1992 |
| Listy światowe           | Ihab Abd ar-Rahman as-Sajjid | 89,21 | Szanghaj         | 18 maja 2014    |
| Listy afrykańskie        | Ihab Abd ar-Rahman as-Sajjid | 89,21 | Szanghaj         | 18 maja 2014    |

## Rezultaty

### Finał
Rozegrano tylko rundę finałową, która odbyła się 14 sierpnia. Złoty medal zdobył Kenijczyk Julius Yego, który tym samym obronił tytuł mistrza Afryki.
| Poz. | Imię i nazwisko              | Reprezentacja     | 1     | 2     | 3     | 4     | 5     | 6     | Rezultat | Uwagi |
| ---- | ---------------------------- | ----------------- | ----- | ----- | ----- | ----- | ----- | ----- | -------- | ----- |
|      | Julius Yego                  | Kenia             | 80,57 | 82,77 | x     | 84,12 | 84,72 | x     | 84,72    |       |
|      | Ihab Abd ar-Rahman as-Sajjid | Egipt             | 81,09 | 82,35 | 80,84 | x     | 81,09 | 83,59 | 83,59    |       |
|      | John Robert Oosthuizen       | Południowa Afryka | x     | 68,25 | 77,81 | 72,57 | 77,50 | 75,78 | 77,81    |       |
| 4    | Stephan Beukes               | Botswana          | 66,82 | 66,02 | 67,81 | 72.99 | 76,52 | 65,40 | 76,52    | NR    |
| 5    | John Ampomah                 | Ghana             | x     | x     | 75,50 | 73,26 | 75,99 | 75,85 | 75,99    | NR    |
| 6    | Rocco van Rooyen             | Południowa Afryka | 75,41 | 72,62 | 73,07 | x     | x     | x     | 75,41    |       |
| 7    | Alex Kiprotich               | Kenia             | 64,39 | 69,25 | 72,43 | x     | x     | –     | 72,43    |       |
| 8    | Bilal Nouali                 | Maroko            | x     | 61,71 | 66,45 | 66,24 | 65,09 | x     | 66,45    |       |
| 9    | Othow Okello                 | Etiopia           | 65,87 | 64,50 | 62,14 |       |       |       | 65,87    |       |
| 10   | Mitku Tilahun                | Etiopia           | 57,47 | 60,36 | 56,21 |       |       |       | 60,36    |       |
| 11   | Jean Michel Matsounga        | Kongo             | 59,62 | 54,69 | 57,46 |       |       |       | 59,62    |       |
| 12   | Sanja Santse                 | Etiopia           | x     | 58,01 | 46,82 |       |       |       | 58,01    |       |
| 13   | Juma Ali Seifi               | Tanzania          | 46,51 | 47,61 | 49,01 |       |       |       | 49,01    |       |